# AOL Sessions Undercover
AOL Sessions Undercover – minialbum amerykańskiej grupy 30 Seconds to Mars wydany 13 marca 2007.

## Historia
Minialbum zawiera trzy utwory: cover piosenki "Message in a Bottle" zespołu The Police oraz dwa utwory znane z wcześniejszych albumów 30 Seconds to Mars, "The Kill (Bury Me)" i "The Story" w nowej, akustycznej aranżacji.

## Lista utworów
1. "Message in a Bottle" (wersja live)- 3:05
2. "The Kill (Bury Me)" (wersja akustyczna) – 3:54
3. "The Story" (wersja akustyczna) – 4:00